# St. Willibald (Unterölsbach)

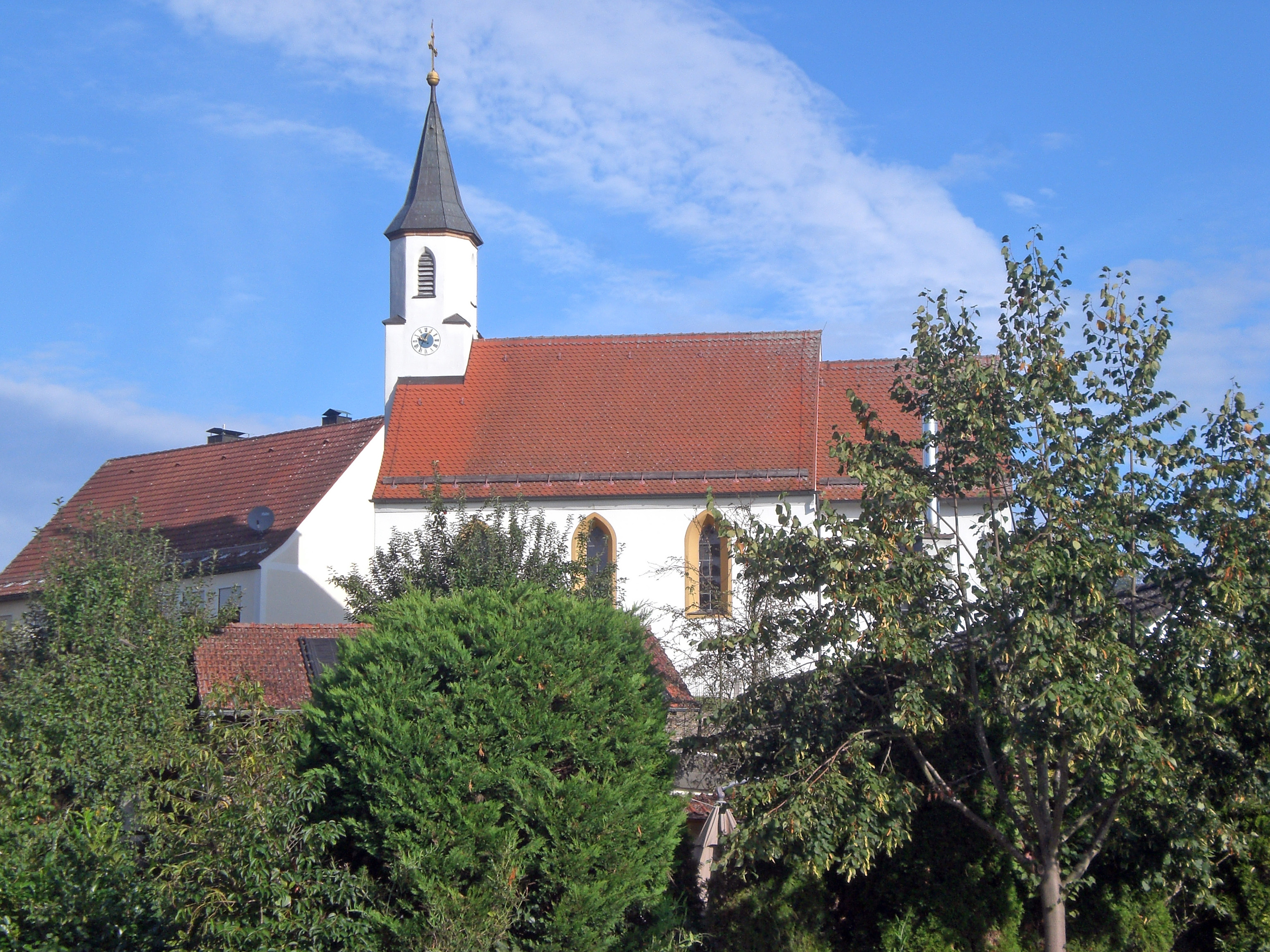
St. Willibald (2023)

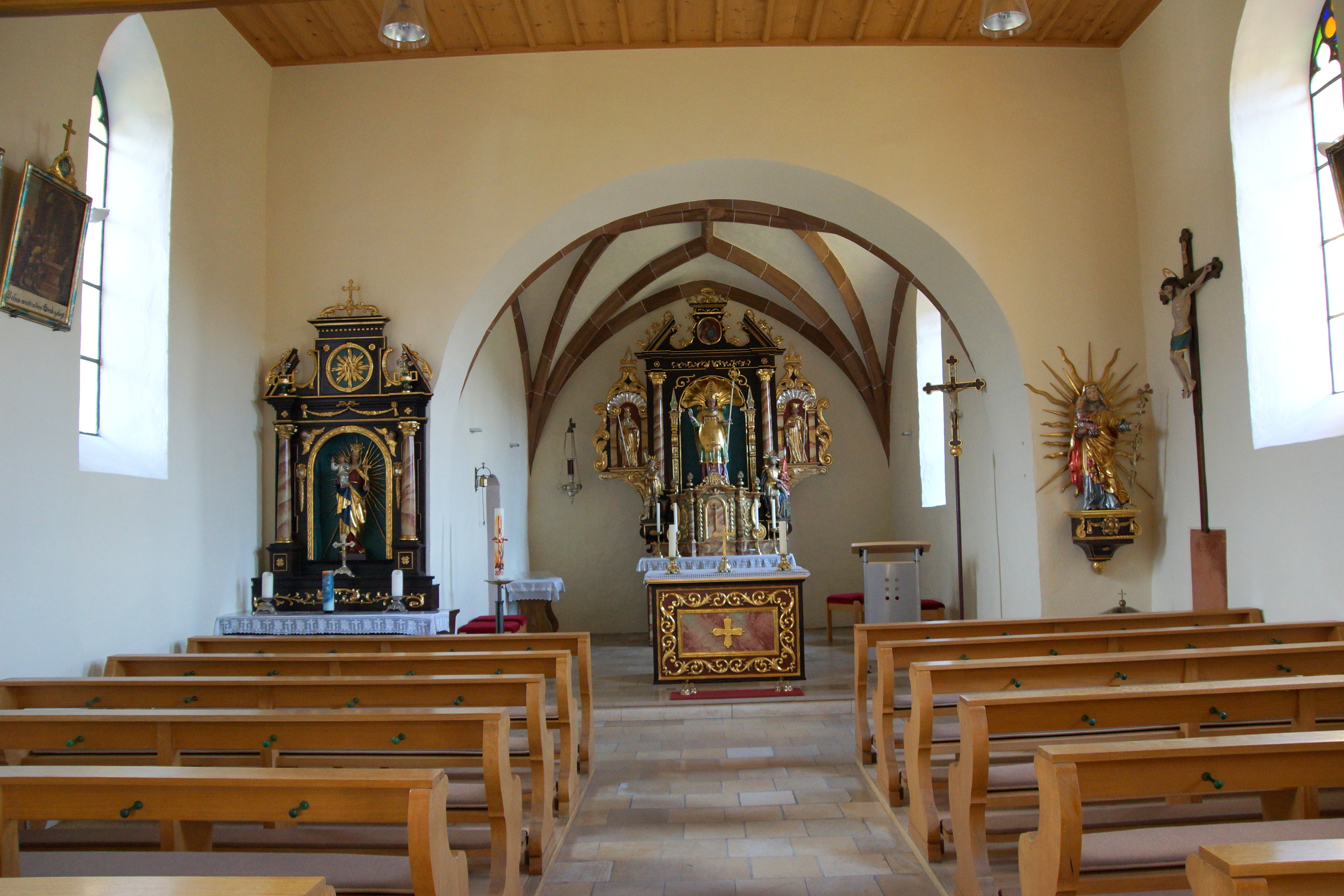
Innenansicht

Die römisch-katholische, denkmalgeschützte Filialkirche St. Willibald steht in Unterölsbach, einem Gemeindeteil der Gemeinde Berg bei Neumarkt in der Oberpfalz im Landkreis Neumarkt in der Oberpfalz. Sie gehört zum Dekanat Neumarkt in der Oberpfalz des Bistums Eichstätt. Das Bauwerk ist ein geschütztes Baudenkmal.

## Beschreibung
Die Saalkirche wurde im 15. Jahrhundert durch das Kloster Gnadenberg erbaut. Sie wurde 1877 umgebaut und erweitert. Sie besteht aus einem Langhaus und einem eingezogenen, quadratischen Chor im Osten. Über dem Giebel der Fassade im Westen erhebt sich ein quadratischer Dachreiter, der die Turmuhr beherbergt. Darauf sitzt ein Geschoss mit abgeschrägten Ecken für den Glockenstuhl bedeckt mit einem Helm.
Der Innenraum des Langhauses ist mit einer Kassettendecke überspannt, der des Chors mit einem Sterngewölbe. Zur Kirchenausstattung gehört ein Hochaltar aus dem 17. Jahrhundert, an dessen Seiten die Porträts der Walburga und des Wunibald zu sehen sind. In einer Nische steht die Statue des Willibald von Eichstätt.